# Неформальное образование
Неформальное образование — любой вид организованной и систематической деятельности, которая может не совпадать с деятельностью школ, колледжей, университетов и других учреждений, входящих в формальные системы образования. В общественных науках и в практике современной педагогики термин используется наряду с понятиями «непрерывное образование», «дополнительное образование» «самообразование» при описании реалий современного мира, где процесс овладения новыми знаниями и навыками сопровождает индивида на протяжении всей жизни, принимая разнообразные формы. Как правило, неформальное образование рассматривается в оппозиции к формальному, происходящему в рамках официальных образовательных институтов и сопровождающемуся вручением официально признаваемых документов об образовании. Хотя отсутствие сертификации не является обязательным признаком программы неформального образования.
Неформальное образование играет важную роль в обучении детей и взрослых, не имеющих возможности посещать школу. Неправительственные организации, занимающиеся образованием и развитием, в основном проводят работу в виде неформального образования.
Развитию неформального образования содействует ЮНЕСКО.

## Примеры неформального образования
К неформальному образованию относятся:
- общинные учебные центры;
- группы грамотности для взрослых;
- обучение трудовым навыкам, профессиональная подготовка прямо на рабочем месте;
- заочное образование для жителей отдаленных районов;
- курсы обществоведения и непрерывного образования молодежи и взрослых в развитых и развивающихся странах;
- высшее неформальное образование.

## Основные принципы неформального образования
Отличия неформального образования от официального заключаются в следующем:
- обучение с учетом потребностей;
- связь с практикой;
- гибкие программы, расписание и выбор места проведения.

## Неформальное образование в общественных университетах
В документах Болонского процесса, публикациях ООН, ЮНЕСКО, Европейского Союза, Совета Европы высшее неформальное образование определяется как опережающее.  
Первым университетом, внедрившим программы высшего неформального образования на территории СНГ и стран Балтии, стал Христианский гуманитарно-экономический открытый университет, созданный священнослужителями и учеными России и Украины в г. Одессе в 1997 г.
Университет готовит экономистов, менеджеров, психологов, юристов, журналистов и др. на основах христианского мировоззрения по собственным, негосударственным программам.
Выпускники ХГЭУ работают в государственных, частных, общественных и религиозных организациях. 